# إيميد

الصيغة البنيوية العامة لمجموعة إيميد الوظيفية

الإيميد في الكيمياء العضوية هي مجموعة وظيفية تتألف من مجموعتي أسيل مرتبطتين إلى ذرة نتروجين. إن الإيميدات ذات صلة بنيوية مع أنهيدريد الأحماض الكربوكسيلية، رغم أن الإيميدات ذات مقاومة أكبر لأثر التحلل المائي (الحلمهة).

## التسمية
إن أغلب الإيميدات هي مركبات حلقية مشتقة من الأحماض ثنائية الكربوكسيل، وتعكس تسميتها الأصل الحمضي لها.

## أمثلة
| n | الاسم الشائع | الاسم النظامي         | البنية | PubChem | الحمض ثنائي الكربوكسيل المُنشِئ | البنية |
| - | ------------ | --------------------- | ------ | ------- | ----------------------------- | ------ |
| 2 | سكسينيميد    | Pyrrolidine-2,5-dione |        | 11439   | حمض السكسينيك                 |        |
| 2 | مالييميد     | Pyrrole-2,5-dione     |        | 10935   | حمض المالييك                  |        |
| 3 | غلوتاريميد   | Piperidine-2,6-dione  |        | 70726   | حمض الغلوتاريك                |        |
| 6 | فثاليميد     | Isoindole-1,3-dione   |        | 6809    | حمض الفثاليك                  |        |